# São Pedro de Sarracenos
São Pedro de Sarracenos es una freguesia portuguesa del municipio de Braganza, con 15,90 km² de área y 282 habitantes (2001). Densidad: 17,7 hab/km².

## Fiestas y Actividades
Es muy conocida en la comarca la denominada “Feiras das Cebolas” (celebrada el último domingo de agosto) y que consiste en hacer un mercado de verduras y hortalizas cultivadas en la región durante casi una semana en las calles principales del pueblo.

## Gastronomía
Es famoso en Braganza los derivados de la matanza y en especial el Fumeiro y el Bacalao al Santo Estêvão elaborado con una pasta de bacalao con patatas y servido con vinho (vino), pan y agua.
- Datos: Q1415775
- Multimedia: São Pedro de Sarracenos / Q1415775